# Hymenophyllum maderense
Hymenophyllum maderense là một loài dương xỉ trong họ Hymenophyllaceae. Loài này được Gibby & Lovis mô tả khoa học đầu tiên năm 1989.
Danh pháp khoa học của loài này chưa được làm sáng tỏ. 